# Angel Annual
『Angel Annual #1』は、アメリカ合衆国で発売されたコミック。副題は『Last Angel in Hell』。

## 解説
コミック『After the Fall』での出来事を映画化した『Last Angel in Hell』を漫画化した作品。ストーリー、キャラクターの設定は従来の『エンジェル』シリーズとは異なる。このエピソードでバンパイアの起源が明かされる。

## ストーリー
ロサンゼルス市警察の刑事エンジェルは勤務中、バンパイアの襲撃に会い、相棒ウェスリーを失う。地獄に移転したロサンゼルスで、エンジェルはスパイクの異名を持つバンパイアのサラに襲われるが、一命を取り留める。その後、傭兵のガン、彼の相棒フレッドに出会い、彼らとともに魔王退治を行う。

## 登場人物
エンジェル
ロサンゼルス市警察の刑事
ウェスリー
エンジェルの相棒
フレッド
黒人の女性。放電能力を持つ。
ガン
傭兵。武装した巨漢の黒人。
ジョージ
エンジェルの愛犬
サラ
別名スパイク。後にエンジェルの恋人となる。